# Thomas Holm (topograf)
Thomas Campanius Holm, född omkring 1670 i Stockholm, död juli 1702 i Stockholm, var en svensk boktryckare, kopparstickare och topograf.

## Biografi
Thomas Holm var son till gulddragaren Johan Holm och Anna Thomasdotter Östgöthe och bror till kopparstickaren Johan Holm senare adlad Johan Stenholm och sonson till Johannes Jonæ Campanius. Holm blev inskriven som student vid Uppsala universitet 1686 tillsammans med en informator men torde ganska snart ha avbrutit sina studier. Han utbildade sig därefter till kopparstickare och blev 1693 skrivare vid antikvitetsarkivet och senare samma år tecknare där.
Efter Per Lindeströms förlaga utförde han i kopparstick en karta över kolonin Nya Sverige som infogades i Luthers lilla katekes som utgavs 1696. Sin främsta betydelse gjorde han med arbetet av Per Lindeströms Geographia Americæ från 1691 och sin farfars anteckningar som utgavs i boken Kort beskrifning om provincien Nya Swerige uti America 1702 som han illustrerade i kopparstick med kartor över Nord- och Sydamerika, Virginia och Nya Sverige. Holm är representerad vid Nationalmuseum och Kungliga biblioteket.